# Jardim (ort)
Jardim är en ort i Brasilien.   Den ligger i kommunen Jardim och delstaten Mato Grosso do Sul, i den södra delen av landet, 1 100 km sydväst om huvudstaden Brasília. Jardim ligger 256 meter över havet och antalet invånare är 23 780.
Terrängen runt Jardim är platt. Jardim är det största samhället i trakten.
Omgivningarna runt Jardim är huvudsakligen savann. Runt Jardim är det glesbefolkat, med 9 invånare per kvadratkilometer.